# 제2차 세계 대전의 외교사
제2차 세계 대전의 외교사(第二次世界大戰外交史, 영어: diplomatic history of World War II)는 1939년부터 1945년 사이에 연합국 및 추축국 내의 주요 외교 정책 및 상호작용에 대해 다룬다.
1939년에 전쟁이 시작되자마자 고위급 외교가 시작되었다. 영국 총리인 윈스턴 처칠은 프랑스와 긴밀한 관계를 구축하고 특히 프랭클린 루즈벨트 대통령과의 관계를 통해 미국과도 긴밀한 관계를 모색했다. 1941년 6월에 러시아가 참전하자 연합국 측은 영국의 처칠, 미국의 루즈벨트, 소련의 스탈린의 3자 관계로 확대되었다. 미국의 외교는 1941년 12월에 참전한 후 강화되었고 특히 1943년에 렌드-리스 프로그램이 완전한 힘을 얻기 시작한 이후 막대한 재정 및 경제적 지원으로 강화되었다.

## 같이 보기
- 제2차 세계 대전
- 제1차 세계 대전의 외교사